# John Justin
John Justin, de son vrai nom John Justinian de Ledesma, né le 24 novembre 1917 à Londres et mort le 29 novembre 2002 à Londres, est un acteur britannique.

## Filmographie
- 1940 : Le Voleur de Bagdad (The Thief of Bagdad) de Michael Powell, Ludwig Berger et Tim Whelan
- 1943 : Femmes en mission (The Gentle Sex) de Leslie Howard
- 1945 : La Grande aventure (Journey Together) de John Boulting
- 1948 : Call of the Blood de John Clements (en) et Ladislas Vajda
- 1950 : The Angel with the Trumpet d'Anthony Bushell
- 1952 : Le Mur du son (The Sound Barrier) de David Lean
- 1952 : Hot Ice de Kenneth Hume
- 1953 : Le Village près du ciel (Sie fanden eine Heimat) de Leopold Lindtberg
- 1953 : La Valse de Monte-Carlo (Melba) de Lewis Milestone
- 1953 : Capitaine King (King of the Khyber Rifles) d'Henry King
- 1954 : L'Île du danger (Seagulls over Sorrento) de John Boulting et Roy Boulting
- 1954 : The Teckman Mystery de Wendy Toye
- 1955 : L'Homme qui aimait les rousses (The Man who Loved Redheads) d'Harold French
- 1955 : Tant que soufflera la tempête (Untamed) d'Henry King
- 1956 : Je plaide non coupable d'Edmond T. Gréville
- 1956 : Safari de Terence Young
- 1957 : Une île au soleil (Island in the Sun) de Robert Rossen
- 1960 : The Spider's Web de Godfrey Grayson
- 1961 : Les hommes veulent vivre de Léonide Moguy
- 1962 : La Salamandre d'or de Maurice Régamey
- 1971 : La Redada de José Antonio de la Loma
- 1972 : Le Messie sauvage (Savage Messiah) de Ken Russell
- 1975 : Lisztomania de Ken Russell
- 1977 : Valentino de Ken Russell
- 1978 : Le Grand Sommeil (The Big Sleep) de Michael Winner
- 1983 : Meurtres à Malte (Trenchcoat) de Michael Tuchner